# Mobiliteitsraad van Vlaanderen
De Mobiliteitsraad van Vlaanderen (MORA) is een strategische adviesraad voor het beleidsdomein Mobiliteit en Openbare Werken van de Vlaamse overheid. De raad is ingebed in de Sociaal-Economische Raad van Vlaanderen (SERV).

## Oprichting
De raad werd oorspronkelijk opgenomen in het decreet Basismobiliteit van 2001. Ook het decreet van 30 april 2004 trad nooit in werking. De raad werd echter uiteindelijk opgericht bij decreet van 7 juli 2006.

## Samenstelling
De MORA telt de volgende 28 leden:
- een voorzitter;
- twaalf vertegenwoordigers, voorgedragen door de Sociaal-Economische Raad van Vlaanderen, waaronder maximum zes vertegenwoordigers van de interprofessionele partners. De overige leden bevatten ook de vertegenwoordigers behorend tot de groep van de private vervoeraanbieders;
- een vertegenwoordiger van de Vereniging van Vlaamse Steden en Gemeenten (VVSG);
- een vertegenwoordiger van de Vereniging van de Vlaamse Provincies (VVP);
- twee vertegenwoordigers uit de milieuverenigingen zetelend in de Milieu- en Natuurraad van Vlaanderen (Minaraad), zijnde Bond Beter Leefmilieu en Natuurpunt;
- twee vertegenwoordigers voorgedragen door de openbare vervoeraanbieders, zijnde De Lijn en NMBS, en zes vertegenwoordigers voorgedragen door de mobiliteitsverenigingen, zijnde Voetgangersbeweging, Fietsersbond, VAB, BTTB en Komimo;
- drie deskundigen.

De voorzitter is Daan Schalck (directeur-generaal Havenbedrijf Gent/North Sea Port), de algemeen secretaris is Tim Buyse.

## Commissies
Er zijn twee permanente werkcommissies binnen de raad:
- De commissie Goederenvervoer
- De commissie Personenvervoer

## Hervorming
Binnen de SERV zijn ook de Vlaamse Luchthavencommissie (VLC), die al jaren niet meer samenkomt, maar ook vooral de Vlaamse Havencommissie (VHC) ingebed. Vlaams minister Ben Weyts wenste de MORA, de VHC en de VLC te fusioneren. Op 20 december 2018 keurde het Vlaams Parlement een decreet goed dat binnen de MORA een Algemene Mobiliteitsraad voorziet met twee commissies en de Haven- en Luchthavencommissie afschaft. Er kwam echter kritiek op de keuze van Weyts om milieuorganisaties als Bond Beter Leefmilieu en Natuurpunt te weren (in het voordeel van extra vertegenwoordiging voor innovatiedeskundigen). Het decreet moet nog bekrachtigd worden en in werking treden.